# 本寧頓鎮區 (伊利諾伊州馬歇爾縣)
本寧頓鎮區（英語：Bennington Township）是位於美國伊利諾伊州馬歇爾縣的一個行政鎮區。

## 地方資料
根據2010年美國人口普查的數據，本寧頓鎮區的面積為93.30平方千米，當中陸地面積為93.30平方千米，而水域面積為0.00平方千米。當地共有人口1564人，而人口密度為每平方千米16.76人。